# Папа Урбан I
Папа Урбан I је папа, чији је понтификат трајао од 222. до 230. године. 
Крајње су оскудне информације о овом епископу. Дело Liber pontificalis доноси податак да је Урбан живео у доба цара Диоклецијана, што је апсурд. Верује се да је пореклом из Рима и да је живео и радио у доба цара Александра Севера, када је доживео велики талас антихришћанских прогона а затим миран период под истим владарем. Царева наклоност према хришћанима ишла је дотле да је и сам у својој палати држао кипове Аврама и Христа, уз истовремено поштовање и паганских кипова. Ове податке даје италијански историчар Орсио. Он још тврди да је императорова мајка била активна хришћанка. Такође даје податак да је цар цркви у Риму поклонио најатрактивније земљиште на којем ће бити саграђена црква Свете Марије од Трастевера. Ово се тумачило као нека врста накнаде за претрпљене прогоне.
Наклоност двора Урбан је искористио за јачање и организациону повезаност у самој цркви. Урбан није страдао мученички иако је страдао од префекта Рима Алменија. Легенда каже због личних трвења. Убиство се наводно догодило 19. маја 230. године па је уз сагласност цареве мајке Урбан сахрањен на гробљу светог Калиста док Liber тврди да је сахрањен на гробљу Претестано.
Зна се да је део његових мошти папа Никола I 862. године поклонио франачком цару Карлу Ћелавом који их је као мошти заштитника виноградара сахранио у капели у Осеру.